# Vit frostmossa
Vit frostmossa (Gymnomitrion corallioides) är en levermossart som beskrevs av Christian Gottfried Daniel Nees von Esenbeck. Vit frostmossa ingår i släktet frostmossor, och familjen Gymnomitriaceae. Arten är reproducerande i Sverige.